# Mai Mihara
Mai Mihara (* 22. August 1999 in Kobe, Präfektur Hyōgo) ist eine japanische Eiskunstläuferin, die im Einzellauf startet. Ihre größten internationalen Erfolge erzielte sie bisher bei den Vier-Kontinente-Meisterschaften, bei denen sie 2017 in Gangneung und 2022 in Tallinn die Goldmedaille gewann.

## Karriere
Mihara erzielte bereits bei den Junioren internationale Erfolge. Nach ihren ersten Junior-Grand-Prix-Wettbewerben 2013 in Minsk und 2014 in Ljubljana gewann sie 2015 Silbermedaillen in Bratislava und in Linz, wodurch sie sich für das Junior-Grand-Prix-Finale in Barcelona qualifizierte.
In der Saison 2016/17, ab der sie in Wettbewerben bei den Erwachsenen antrat, gewann sie die Nebelhorn Trophy und eine Bronzemedaille bei Skate America. Durch eine persönliche Bestleistung in der Gesamtpunktzahl wurde sie Vier-Kontinente-Meisterin, während sie ihre ersten Weltmeisterschaften als Fünfte beendete. Bei der World Team Trophy 2017 gewann sie eine Goldmedaille mit dem japanischen Team, wobei sie ihre eigene Bestleistung in der Gesamtpunktzahl erneut verbesserte.
In den beiden folgenden Saisons gewann Mihara mit Silber im Jahr 2017 und Bronze im Jahr 2018 weitere Medaillen bei den Vier-Kontinente-Meisterschaften. Sie nahm jedoch weder an Weltmeisterschaften noch an den Olympischen Spielen 2018 teil. Im März 2019 gewann Mihara die Winter-Universiade. Aus gesundheitlichen Gründen nahm sie zwischen April 2019 und November 2020 an keinen Wettbewerben teil.
Mit einem vierten Platz bei den japanischen Meisterschaften 2022 verpasste sie erneut die Olympischen Spiele. Sie trat jedoch bei den Vier-Kontinente-Meisterschaften 2022 an, wo sie die Goldmedaille gewann. In der Saison 2022/23 gewann sie das Grand-Prix-Finale und die Winter World University Games. Bei ihrer zweiten Teilnahme an Weltmeisterschaften wurde sie erneut Fünfte.

## Ergebnisse
| Meisterschaft / Saison          | 2016/17 | 2017/18 | 2018/19 | 2019/20 | 2020/21 | 2021/22 | 2022/23 | 2023/24 |
| ------------------------------- | ------- | ------- | ------- | ------- | ------- | ------- | ------- | ------- |
| Weltmeisterschaften             | 5.      |         |         |         |         |         | 5.      |         |
| Vier-Kontinente-Meisterschaften | 1.      | 2.      | 3.      |         |         | 1.      |         |         |
| Japanische Meisterschaften      | 3.      | 5.      | 4.      |         | 5.      | 4.      | 2.      | 5.      |
| Grand-Prix-Wettbewerb           | 2016/17 | 2017/18 | 2018/19 | 2019/20 | 2020/21 | 2021/22 | 2022/23 |         |
| Grand-Prix-Finale               |         |         |         |         |         |         | 1.      |         |
| Cup of China                    | 4.      | 4.      |         |         |         |         |         |         |
| Internationaux de France        |         | 4.      | 2.      |         |         |         |         |         |
| Skate America                   | 3.      |         |         |         |         |         |         |         |
| NHK Trophy                      |         |         | 4.      |         |         |         |         | 8.      |
| Skate Canada                    |         |         |         |         |         | 4.      |         |         |
| Gran Premio d’Italia            |         |         |         |         |         | 4.      |         |         |
| MK John Wilson Trophy           |         |         |         |         |         |         | 1.      |         |
| Grand Prix Espoo                |         |         |         |         |         |         | 1.      |         |